# Piezoelektričnost
Piezoelektričnost se nanaša na interno polarizacijo dielektričnih materialov za majhne spremembe v obremenitvi in obratno. Material ima lastnosti piezoelektričnosti, če je njegova kristalna simetrija inherentno asimetrična oziroma nima inverzijskega centra. Obstajajo različni polimeri, pri katerih je lahko piezo-električnost inducirana z zunanjim električnim poljem, ki permanentno formira električna bipola v materialu. Poznamo tudi kvazi piezoelektrične materiale.